# Pinheiros Altos (Piranga)
Pinheiros Altos é um distrito do município de Piranga, Minas Gerais. É conhecida por ser o local de nascimento do primeiro presidente do estado de Minas Gerais, Cesário Alvim (1839 - 1903).

## História
Pinheiros era o topônimo de um antigo arraial, pertencente a freguesia de Guarapiranga, que por sua vez fazia parte do termo de Mariana. O arraial foi elevado a categoria de distrito em 1879, fazendo parte do municipio de Piranga.
A região, desde dos primórdios da colonização de Guarapiranga, era habitada e frequentava. Nos primeiros anos do século XVIII foi construido, passando pela região, uma estrada que interligava Guarapiranga à Vila do Carmo, atual Mariana. Essa estrada era constantemente percorrida pelos sertanistas paulistas e pelas populações dos dois nucleos auríferos.
 

A região teria tido um surto minerador, depois da descoberta de ouro pelo sertanista Antônio Fernandes Furtado de Mendonça, na chamada Mina de Pinheiro. Em 1738 já possuia Companhia de Ordenança. Foi, todavia, essencialmente rural, posteriormente ao rápido esgotamente de seu ouro.

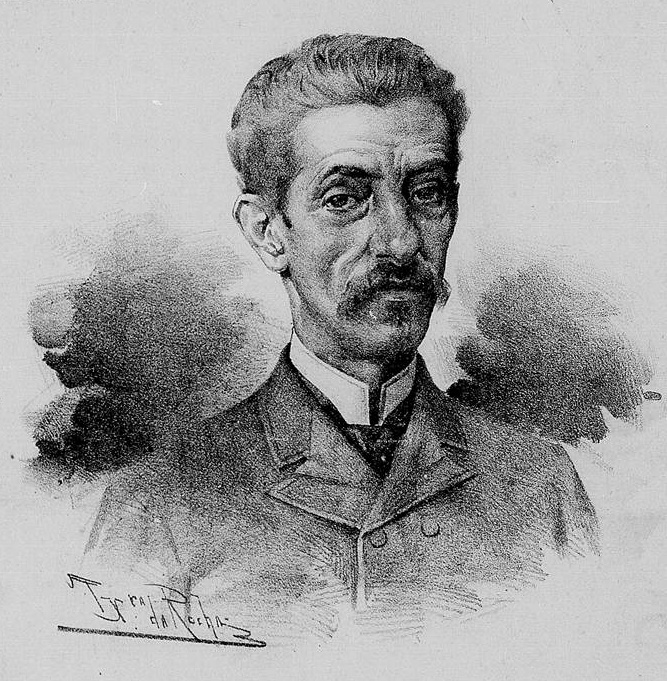
Cesário Alvim, ilustre morador de Pinheiros Altos, Piranga.

Museu e Memorial Cesário Alvim, em Pinheiros Altos, Piranga.

Na região foram erigidos dois templos católicos: a Matriz de Nossa Senhora da Saúde; e a Capela de Nossa Senhora do Rosário.
Nasceram na região o Dr. José Cesário Alvim, que foi o primeiro presidente do estado de Minas Gerais, criado com a proclamação da república, em 1889; Dr. Antônio Cesário Alvim, primeiro juiz da Justiça Federal de Minas Gerais; Padre Agostinho de Oliveira e Sousa, que foi deputado e senador provincial; entre outras figuras importantes da história de Minas Gerais.

### Museu e Memorial Cesário Alvim
O casarão em que Cesário Alvim nasceu, e viveu os primeiros anos de sua vida, foi transformado em um Museu e Memorial, inaugurado em 2010. Abrigando em seu acervo objetos, fotos e documentos do primeiro presidente do Estado de Minas Gerais.

## Infraestrutura e economia
O distrito possui poucos habitantes, cerca de 450 habitantes, e uma simples inflaestrutura. Conta com um posto de saúde, uma farmácia, um cartório, uma agência de correios, casas comerciais de pequeno porte, escola estadual e escola municipal. Economicamente é uma região essencialmente voltada para a produção rural de pequeno porte.

## Geografia
O distrito limita-se, por um lado, pelo distrito de Padre Viegas, de Mariana, e por outro pelo distrito-sede do município de Piranga.

## Povoados integrantes

### Santo Antônio de Pinheiros Altos
Santo Antônio de Pinheiros Altos, também conhecido como Santo Antônio dos Quilombolas, ou ainda, Santo Antônio dos Crioulos, é uma comunidade quilombola de Pinheiros Altos, Piranga, Minas Gerais. Segundo a tradição oral, essa comunidade teria se originado das ações de Dona Tataia. Essa senhora era proprietários de muitas terras na região, e acolhia escravizados fugidos de Piranga, Mariana e Ouro Preto, permitindo que eles trabalhassem na terra. Quando ela morreu, deixou a terra como herança para os ex-escravizado.